# Rosa Stallbaumer
Rosa Stallbaumer, née Rosa Hofmann le 30 novembre 1897 à Sillian en Autriche et morte le 23 novembre 1942 au camp de concentration et d'extermination d'Auschwitz, est une résistante autrichienne au nazisme.

## Biographie
Après le rattachement de l'Autriche au Reich Allemand, elle est membre d'un groupe qui aide des Juifs de Vienne à fuir en Italie en passant par le Tyrol oriental,. Son époux Anton Stallbaumer, chef d'une entreprise de transport routier, en fait aussi partie.
Ce groupe de résistants est dénoncé en 1942 à la Gestapo, Anton et Rosa Stallbaumer sont placés en détention. Elle et quatre autres membres sont condamnés le 26 juin 1942 à plusieurs mois de prison. Les deux filles de Rosa et Anton Stallbaumer sont placées dans des maisons d'éducation de la SS. Après sa détention, Rosa Stallbaumer est immédiatement envoyée au camp de concentration de Dachau et de là, transférée au camp d'Auschwitz où elle meurt le 23 novembre 1942. Elle est la seule de son groupe de résistants à n'avoir pas été libérée après une longue peine de prison ou de camp de concentration. Son mari Anton sort libre de Dachau en décembre 1943,.
Manfred Scheuer, évêque du diocèse de Linz, regrette en 2009 qu'il n'y ait pas à Sillian de commémoration à la mémoire de Rosa Stallbaumer.